# Бимодуль
Бимодуль — это абелева группа, являющаяся одновременно правым модулем и левым модулем (возможно, над другим кольцом), причём эти две структуры согласованы. Понятие бимодуля играет проясняющую роль: взаимосвязи между левыми и правыми модулями становятся более простыми, будучи выражены в терминах бимодулей.

## Определение
Пусть R и S — два кольца, тогда (R, S)-бимодуль — это абелева группа M, такая что
1. M является левым R-модулем и правым S-модулем.
2. Для любых {\displaystyle r\in R,s\in S,m\in M:}

{\displaystyle (rm)s=r(ms).}
(R, R)-бимодуль называют также R-бимодулем.

## Примеры
- Для любых натуральных чисел m и n множество всех матриц размера n × m с действительными элементами является (R, S)-бимодулем, где R — кольцо матриц размера n × n и S — кольцо матриц размера m × m. Сложение и умножение определяются как сложение и умножение матриц, размеры матриц выбраны таким образом, чтобы эти операции были определены.
- Если R — кольцо, не обязательно коммутативное, то R является R-бимодулем. Также им является Rn — прямое произведение n копий R.
- Любой двусторонний идеал в кольце R является R-бимодулем.
- Любой модуль над коммутативным кольцом R можно наделить естественной структурой бимодуля, определив умножение справа так же, как умножение слева. (Не все бимодули над коммутативным кольцом имеют такой вид).
- Если M — левый R-модуль, то M является (R, Z)-бимодулем, где Z — кольцо целых чисел. Аналогичным образом, правые R-модули можно рассматривать как (Z, R)-бимодули, а абелевы группы — как (Z, Z)-бимодули.
- Если R — подкольцо кольца S, то S является R-бимодулем.

## Дальнейшие определения и свойства
Если M и N — (R, S)-бимодули, отображение f : M → N является гомоморфизмом бимодулей тогда и только тогда, когда оно является гомоморфизмом структур левого и правого модулей.
({\displaystyle R}, {\displaystyle S})-бимодуль, на самом деле, то же самое, что левый модуль над кольцом {\displaystyle R\otimes _{\mathbb {Z} }S^{op}}, где Sop — противоположное кольцо к S (порядок умножения в нём обращается). Гомоморфизмы бимодулей — то же самое, что гомоморфизмы левых {\displaystyle R\otimes _{\mathbb {Z} }S^{op}}-модулей. Используя эти факты, многие утверждения о модулях можно перевести на язык бимодулей. В частности, категория (R, S)-бимодулей является абелевой и для неё верны обычные теоремы об изоморфизме.
Однако у бимодулей есть и особенные свойства, в частности, в том, что касается тензорного произведения. Если M — (R, S)-бимодуль и N — (S, T)-бимодуль, то их тензорное произведение (как модулей над S) является (R, T)-бимодулем. Тензорное произведение бимодулей ассоциативно (с точностью до канонического изоморфизма), поэтому можно построить категорию, объекты которой — кольца, а морфизмы — бимодули. Более того, если M является (R, S)-бимодулем и L является (T, S)-бимодулем, то множество HomS(M,L) гомоморфизмов из M в L имеет структуру (T, R)-бимодуля. Эти утверждения можно распространить на производные функторы Ext и Tor.
Заметим также, что бимодули не связаны с биалгебрами, сходство в названии случайно.